# Ardeola ralloides
La garcilla cangrejera (Ardeola ralloides) es una especie de ave pelecaniforme de la familia Ardeidae propia de Europa meridional, Asia sudoccidental y África. Es un ave acuática de hábitos migratorios que habita en zonas húmedas, lagunas, estanques y las arboledas circundantes.

## Descripción

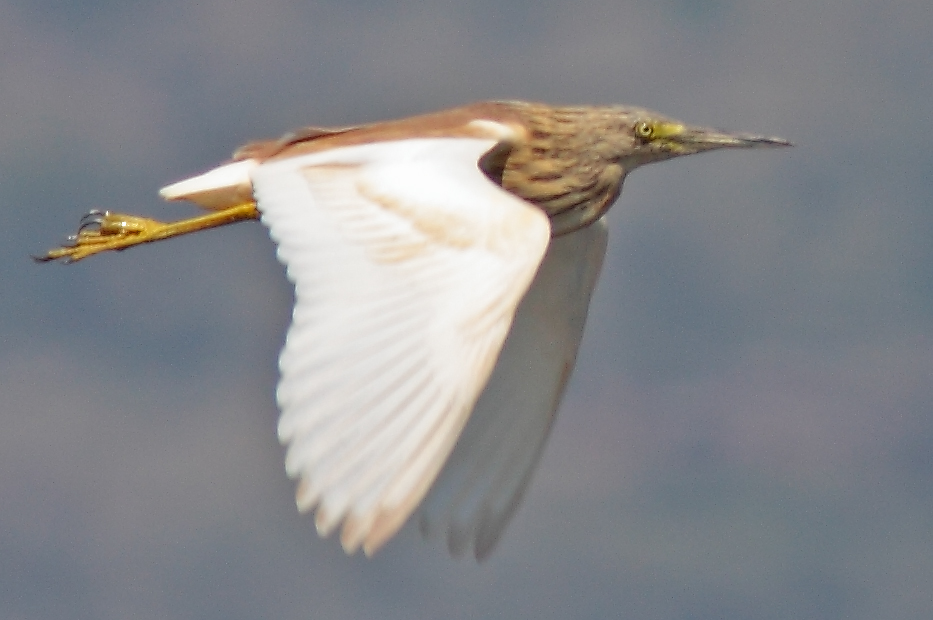
Ejemplar volando en Grecia.

Mide entre 44 y 47 cm de longitud, de los cuales el cuerpo ocupa unos 20-23 cm, alcanzando los 80-92 cm de envergadura alar. Su plumaje presenta una coloración marrón clara, con las alas blancas y un listado oscuro en el píleo, cuyas plumas traseras se prolongan colgantes sobre la parte posterior del cuello. Las patas son de color verdoso y adquieren una tonalidad rosada durante la época de reproducción. El pico es también verdoso pero con la punta oscura en invierno; en cambio, adquiere una tonalidad negra y azul durante el período reproductor. Los juveniles presentan el pecho con listas de color marrón. Cuando el animal está posado, se observa el color leonado del plumaje, mientras que en vuelo destaca el color blanco en las alas, cola y obispillo.

## Taxonomía

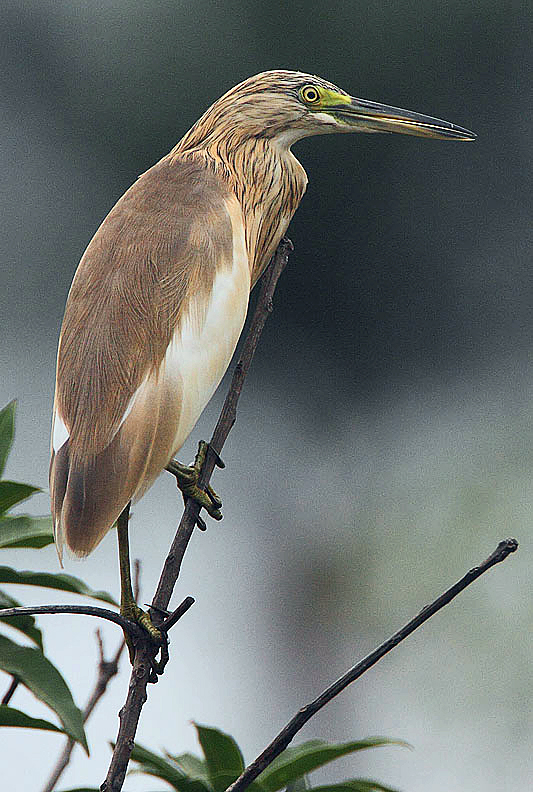
Garcilla cangrejera en Gambia.

La garcilla cangrejera es la especie tipo del género Ardeola, perteneciente a la familia de las garzas, Ardeidae. A su vez, las garzas se clasifican en el orden Pelecaniformes, junto a otras cuatro familias de aves acuáticas: Pelecanidae (pelícanos), Threskiornithidae (ibis y espátulas), Balaenicipitidae (picozapato) y Scopidae (ave martillo).
La garcilla cangrejera fue descrita científicamente por el naturalista italiano Giovanni Antonio Scopoli en 1769, con el nombre de Ardea ralloides. En 1822 fue trasladada al género Ardeola creado por el zoólogo alemán Heinrich Boie. No se reconocen subespecies diferenciadas de garcilla cangrejera.
El nombre de su género procede del latín, de la palabra ardeola que significa «garcilla». Mientras que su nombre específico, ralloides, procede de la combinación del término latino rallus «rascón», y la partícula griega -oides, que significa «semejante, parecido a».

## Distribución

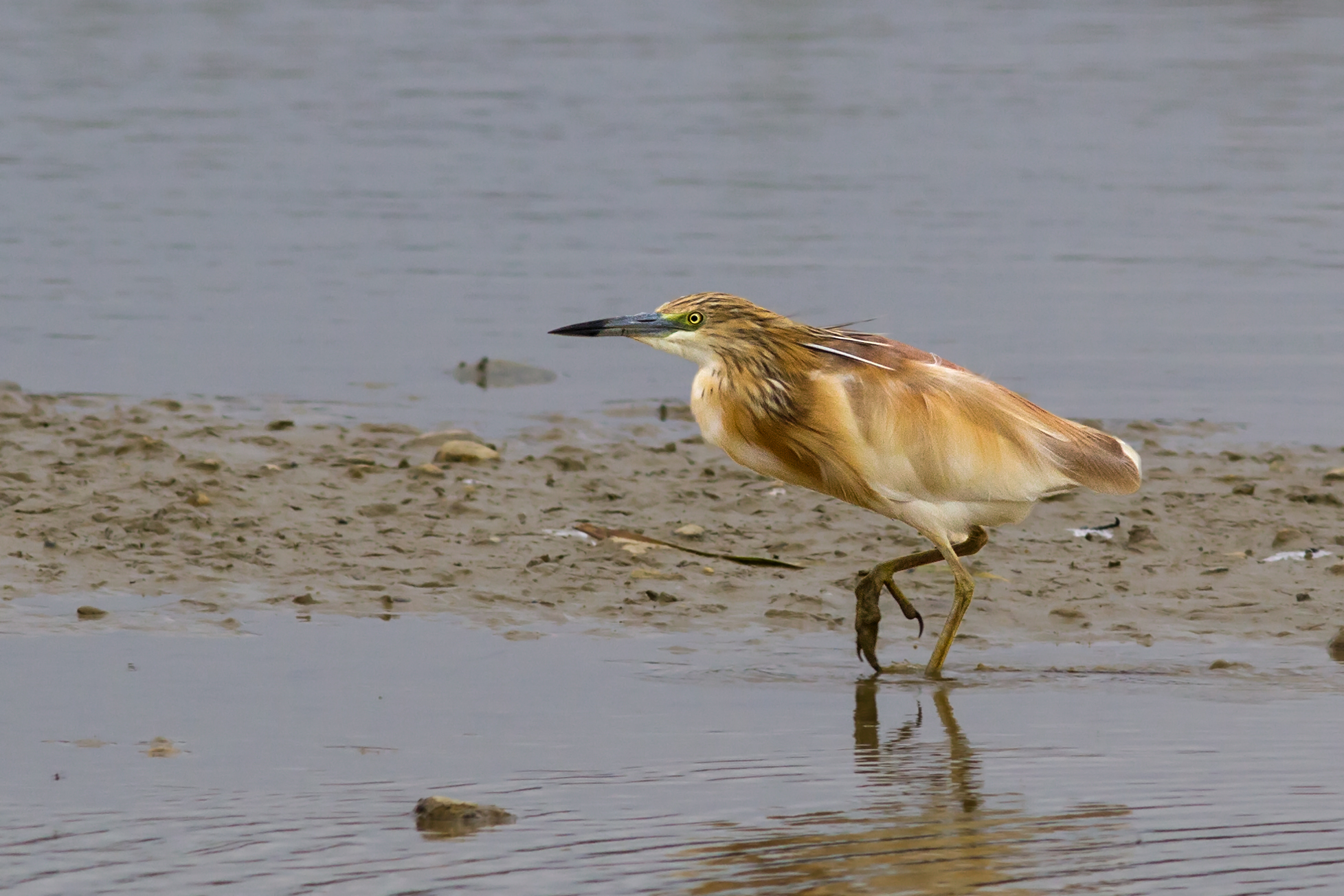
Garcilla cangrejera en Francia.

Las garcillas cangrejeras habitan en lagunas y estanques de agua dulce y otros humedales con carrizales y demás vegetación palustre en la orilla. Cría en la región mediterránea, así como en Asia suoccidental. En septiembre y octubre migran al África subsahariana, para pasar el invierno, aunque algunos individuos lo pasan en las zonas más meridionales del Mediterráneo. Regresan a sus cuarteles de cría en abril y mayo, entonces algunos ejemplares vuelan divagando más al norte, llegando hasta el mar del Norte. Así pueden ser observadas en Europa central durante el verano, pero no crían más allá de Hungría. En cambio, las poblaciones que viven por todo el África subsahariana son sedentarias.

## Comportamiento

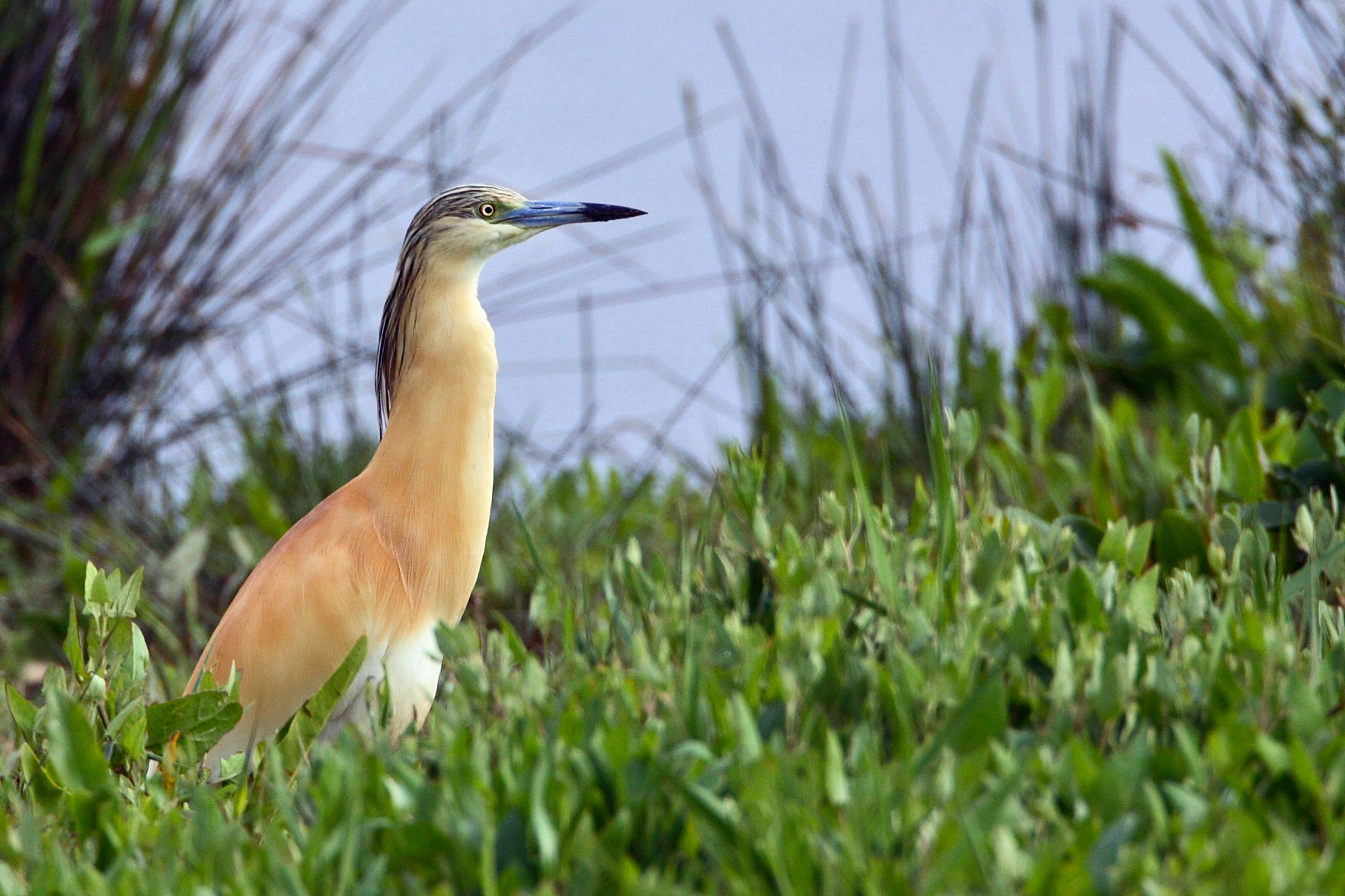
Pescan y cazan entre la vegetación.

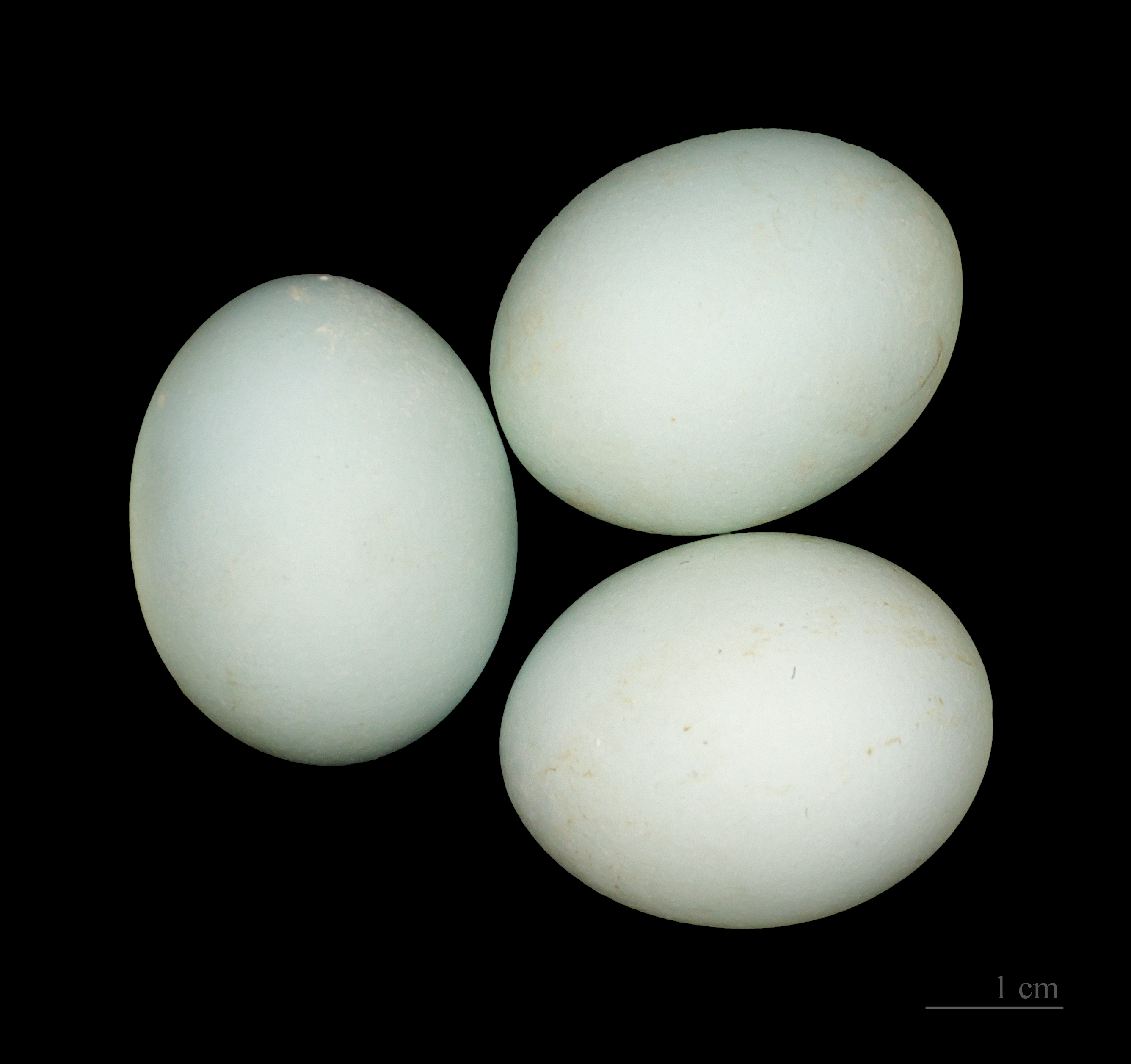
Huevos de garcilla cangrejera.

El garcilla cangrejera es de hábitos crepusculares, y caza entre los juncos y cañas insectos acuáticos, crustáceos, ranas y peces pequeños. Fuera de la temporada de cría viven en solitario o en pequeños grupos que defienden su territorio de alimentación contra sus congéneres.

## Reproducción
La garcilla cangrejera cría entre abril y junio. Generalmente anida en colonias con frecuencia asociada con otras especies de garzas. Construye el nido entre la vegetación palustre, sobre los árboles, entre los carrizos, vegetación baja o en el suelo. Realiza una única puesta anual formada por entre 4 y 6 huevos (raramente, 7), que son incubados por ambos padres durante un período de 22-24 días. Las crías, nidícolas, son cuidadas por los dos progenitores y permanecen en el nido durante 32 días.